# 脊椎關節炎
脊椎關節炎（Spondyloarthritis，SpA），又稱為脊椎關節病變（Spondyloarthropathy）是一系列發炎性疾病的總稱，包含腸病性關節病（EA）、乾癬性關節炎（PsA）、强直性脊柱炎（AS）與反应性关节炎（ReA）等疾病。發炎常發生在關節週邊的軟組織，造成背痛、关节炎、著骨點炎、韌帶、肌腱或關節囊，但也可能影響關節以外的組織，如：眼睛的葡萄膜炎等等。
根據國際脊椎關節炎評估學會（ASAS）標準，脊椎關節炎會依影響的位置分為中軸型（axial SpA）與周邊型（peripheral SpA）兩類。脊椎關節炎的診斷需同時參考症狀與影像檢查。早期診斷標準包含基因檢測及進階醫學影像技術。
脊椎關節炎的發生與遺傳和環境因素相關，尤其常與腸道發炎有關。目前認為克隆氏症與强直性脊柱炎間即有關聯，而反應性關節炎亦主要由腸胃道、生殖泌尿道或呼吸道感染，及遺傳因素引起。
非甾体抗炎药（NSAIDs）為活動性脊椎關節炎的第一線用藥。若無法使用此類藥物、使用後造成副作用或療效不佳，可考慮使用生物製劑（包括：腫瘤壞死因子抑制劑或介白素17抑制劑）或JAK抑制劑。傳統的疾病調節抗風濕藥物（DMARDs）因對中軸症狀（背痛及脊椎炎）療效不佳，不建議用於只有中軸表現的患者。

## 症狀
在所有脊椎關節炎亞型中，發炎性背痛或以下肢為主的非對稱性关节炎是最常見的症狀。有些病人會發生著骨點炎，即韧带、腱或关节囊與骨頭接合處的發炎。

薦髂關節炎的症狀

中軸型脊椎關節炎（axSpA，如强直性脊柱炎）會造成發炎性背痛（inflammatory back pain，IBP）。其症狀特點為起病緩慢，並逐漸向臀部擴散，病患通常無法像創傷性背痛那樣明顯指出發生的時間點。且其症狀通常在早晨起床時最嚴重，活動後會逐漸緩解。axSpA最常從薦髂關節開始進犯，並逐漸往上影響至颈椎。脊柱異常可能包括脊柱前凸變平、脊柱後凸加劇以及颈椎過度伸展，導致脊柱活動受限。部分强直性脊柱炎患者也會發生髖關節或肩關節关节炎，通常出現在疾病早期；其他周邊關節則在病程後期才出現病變，且多以非對稱方式影響下肢。
反应性关节炎是一種由關節外的感染所誘發的無菌性關節炎，通常以寡關節炎（oligoarticular）為主。病患常在感染後的數日內出現非對稱性的關節疼痛，好發在下肢關節。多數病患的症狀進展迅速，發炎性背痛與指趾炎也相當常見。
乾癬亦被視為是SpA家族的其中一員，它會合併乾癬性關節炎（PsA）。PsA常以非對稱性遠端指間關節炎、指甲變形、指趾炎（香腸指）、關節旁骨增生等症狀表現，也可能會以中軸型脊椎炎表現。
約有20%的炎症性肠病（IBD）患者會發展為脊椎關節病變，且克隆氏症患者比溃疡性结肠炎者更容易出現此併發症。關節炎可在腸道症狀出現前即先發生。通常以非對稱方式影響下肢，表現為急性發作及遷移性病程。
對於無法歸類於已知類型脊椎關節炎的患者，會使用「未分化脊椎關節炎」（undifferentiated spondyloarthritis）來描述其症狀。部分患者後期會演變為明確分類的脊椎關節炎，但多數人僅表現出較不特異的症狀，如指趾炎、著骨點炎、單側或交替性臀部疼痛、發炎性背痛，有時還會有關節外表現。

## 成因
脊椎關節炎是由遺傳多態性與環境因素所致。不同亞型的脊椎關節炎中，基因與環境的相對貢獻可能有所不同。

### 危險因子
約有50%的脊椎關節炎SpA及僵直性脊椎炎患者，在迴腸鏡檢（ileocolonoscopy）時可發現顯微鏡下的迴腸炎症。最新研究顯示，克隆氏症（Crohn’s disease）與僵直性脊椎炎之間存在免疫學上的密切關聯，兩者皆涉及腸道免疫失調及慢性炎症反應。與健康對照組相比，AS患者及其家族成員腸道通透性顯著增加，這可能促使腸道內抗原進入體內，激發系統性免疫反應，進而引發或加重脊椎關節炎的炎症。
此外，近年研究強調腸-關節軸（gut-joint axis）在SpA發病機制中的核心角色，提示腸道微生物群失衡（dysbiosis）與免疫系統異常互動，可能是疾病發展的重要推手。這些發現不僅深化了對SpA病理生理的理解，也為未來針對腸道炎症的治療策略提供了新方向。

### 誘發因子
反應性關節炎主要由腸胃道及泌尿生殖道感染誘發。常見的腸胃道致病菌包括福氏志賀氏菌（Shigella flexneri）、艱難梭狀芽孢桿菌（Clostridioides difficile）、腸炎耶爾森菌（Yersinia enterocolitica）、假結核耶爾森菌（Yersinia pseudotuberculosis）、空肠弯曲菌（Campylobacter jejuni）、大腸彎曲菌（Campylobacter coli）及沙門氏菌（Salmonella spp.）。泌尿生殖道感染中，沙眼衣原體（Chlamydia trachomatis）是最常見的致病菌。部分研究亦指出肺炎衣原體（Chlamydia pneumoniae）與反應性關節炎可能存在關聯，但證據尚不充分。

### 遺傳因素
强直性脊柱炎具有明顯的家族聚集性，同卵雙胞胎的一致率高達63%，而異卵雙胞胎則約為23%，顯示遺傳因素在疾病易感性中扮演重要角色。目前對其他SpA亞型的家族聚集研究相對較少。
HLA-B27是一種多態性的人類白血球抗原（HLA-B分子），在不同脊椎關節炎亞型中的陽性率分布如下：歐洲血統的強直性脊椎炎患者中高達95%；反應性關節炎患者約70%；乾癬性脊椎關節炎約60%；周邊型乾癬性關節炎約25%；以及與炎症性腸病相關的脊椎關節炎約70%。顯示HLA-B27在脊椎關節炎的遺傳與病理機制中具有重要意義。

## 機轉

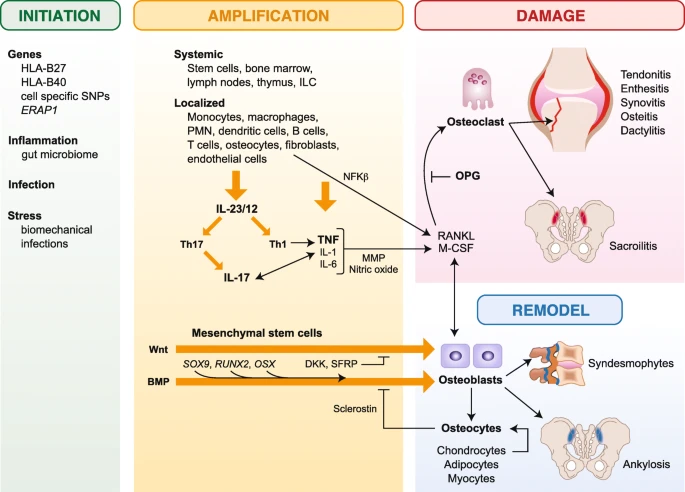
脊椎關節炎中的發炎路徑

目前關於HLA-B27在SpA中的致病機制，主要有三大理論。經典的關節原性肽理論（arthritogenic-peptide theory）認為，HLA-B27呈現與病原蛋白片段相似的自體胜肽給CD8+的T細胞，誘發自體免疫反應。然而，該理論缺乏直接的實驗證據，且難以解釋SpA多樣的臨床表現。
相比之下，近年獲得較多支持的是錯誤摺疊誘發的內質網壓力與未折疊蛋白反應（unfolded protein response, UPR）理論。該理論指出，HLA-B27重鏈在內質網中因B口袋第67位半胱氨酸導致錯誤摺疊，啟動UPR，進而改變免疫細胞的細胞激素分泌與反應性，促進慢性炎症的發生。此外，UPR還影響細胞代謝、自噬及凋亡等多重過程，這些機制被認為是SpA發病的重要推手。
另一理論則強調HLA-B27缺乏β2微球蛋白的重鏈可形成雙硫鍵連接的同源二聚體（homodimers），這些同源二聚體能被免疫調節受體KIR3DL2直接識別，調控免疫細胞活性。雖然該機制在部分研究中得到支持，但臨床上針對同源二聚體的治療效果有限，顯示其可能是輔助而非主要致病路徑。
綜合目前證據，錯誤摺疊與UPR理論因具備較充分的實驗與臨床支持，被視為HLA-B27致病機制中最有依據的理論。此外，最新研究亦指出HLA-B27與腸道微生物群的互動，以及自體炎症與自體免疫機制的交織，共同推動SpA的發展，反映出疾病機制的複雜性與多元性。

## 診斷

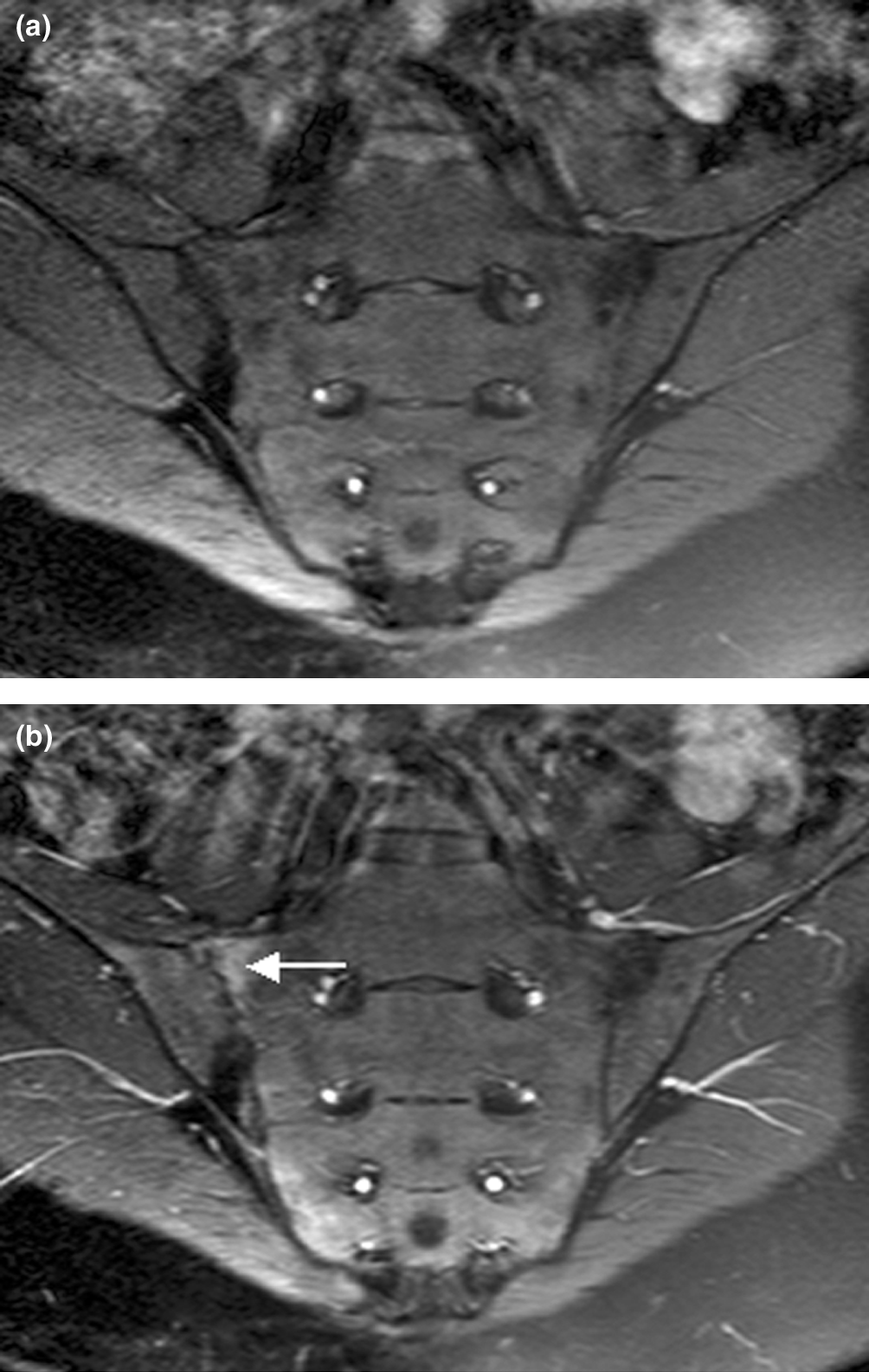
磁振造影顯示乾癬性關節炎的薦髂關節。影像中顯示注射顯影劑前（a）後（b）的T1加權影像，箭頭處對比增強表示活躍的薦髂關節炎。

脊椎關節炎的診斷主要基於臨床症狀、影像學檢查，及實驗室檢查。懷疑SpA的病人可透過其進犯位置分為中軸型（axSpA）及周邊型（pSpA），並蒐集SpA特徵支持診斷。根據ASAS診斷標準，其納入診斷的SpA特徵包含發炎性背痛（inflammation back pain）、關節炎、著骨點炎、葡萄膜炎、指趾炎、乾癬、發炎性腸病、相關家族病史、HLA-B27陽性、CRP上升，以及對NSAIDs反應良好等。
以中軸型表現的疾病以强直性脊柱炎及中軸型乾癬性關節炎為代表，患者通常在45歲以下，且通常存在發炎性背痛3個月以上，或脊柱活動受限，關鍵診斷依據為薦髂關節炎及HLA-B27陽性。在過去，許多有初始薦髂關節炎的患者無法透過X光診斷出來。隨著磁振造影（MRI）技術的進展，許多早期病灶能夠獲得更及時的診斷與治療。
以周邊型表現的疾病包含乾癬性關節炎和反應性關節炎為代表，病患通常沒有中軸骨相關進犯。根據ASAS的診斷標準，病患的典型症狀應有周邊關節炎、指趾炎，或著骨點炎至少其中一項，並再加上SpA特徵來輔助診斷。
在實驗室檢查方面，人類白細胞抗原（HLA）檢測最具價值。儘管一般人群中只有約5%的HLA-B27陽性者會發展為强直性脊柱炎，但HLA-B27與脊椎關節炎的盛行率仍有關聯。因此，解讀HLA-B27檢測結果時必須考慮該疾病在特定族群中的流行病學情況。其餘抽血相關結果通常無特異性，對於特定疾病的診斷幫助不大，臨床表現更具參考價值。常見的非特異性指標包括正色素性正球性贫血、C反應蛋白升高與红细胞沉降率增加。

### 影像學
薦髂關節X光為axSpA最初步的篩檢工具。最具特徵的放射學表現為該關節的侵蝕、強直與硬化，若影像明確顯示薦髂關節炎，則不需要其他診斷性影像檢查。然而放射學上的結構變化可能數月甚至數年後才出現，許多初期薦髂關節炎的患者無法透過X光診斷，此類狀況稱為「無放射影像確認之中軸型脊椎關節炎」（Non-Radiographic Axial Spondyloarthritis，nr-axSpA）。病患從症狀出現到X光可以觀察到之間的落差可長達10年，從而可能錯過早期治療的時機。此外，薦髂關節X光的判讀也具有挑戰性，受影像品質、技術、判讀者背景與解剖變異等因素影響。磁振造影（MRI）可以診斷更早期病灶，使病人獲得更及時的診斷與治療。因此若病患出現典型症狀，但X光正常或僅顯示可疑異常，可安排MRI進行進一步檢查。
針對周邊型關節炎，手與足部的X光非常有用。約有75%的乾癬性關節炎患者在周邊關節的X光上可見異常，包括軟組織腫脹、骨侵蝕、骨質疏鬆、骨膜炎及關節間隙狹窄。嚴重的侵蝕可能導致近端關節面破壞，形成「筆插杯狀」（pencil-in-cup）的外觀。

## 分類
根據國際脊椎關節炎評估學會（ASAS）標準，脊椎關節炎可根據其主要進犯位置，區分為中軸型及周邊型脊椎關節炎兩大類。

### 中軸型脊椎關節炎（axSpA）
根據ASAS的診斷標準，病患症狀初始年紀必須在45歲以下，並擁有背痛症狀常達3個月以上。若前項符合，則檢視病人影像學上是否有薦髂關節炎或HLA-B27陽性。若此兩項有任一項符合，則比病人是否有SpA的特徵。
|         | 影像學顯示薦髂關節炎 + 以下 ≥ 1 個SpA特徵 | HLA-B27陽性 + 以下 ≥ 2 個SpA特徵 |
| ------- | --- | --- |
| SpA特徵 | - 發炎性背痛（inflammation back pain） - 關節炎 - 著骨點炎 - 葡萄膜炎 - 指趾炎 - 乾癬 - 發炎性腸病 - 相關家族病史 - HLA-B27陽性 - CRP上升 - 對NSAIDs反應良好 | - 發炎性背痛（inflammation back pain） - 關節炎 - 著骨點炎 - 葡萄膜炎 - 指趾炎 - 乾癬 - 發炎性腸病 - 相關家族病史 - HLA-B27陽性 - CRP上升 - 對NSAIDs反應良好 |

### 周邊脊椎關節炎（pSpA）
根據ASAS的分類標準，pSpA必須要出現至少一個下列症狀：
- 關節炎
- 著骨點炎
- 指趾炎（英语：dactylitis）

若有上述症狀，則檢視是否有下列SpA的特徵，兩群之中必須至少符合其中一群：
第一群SpA特徵如下，須成立至少一項：
- 葡萄膜炎
- 乾癬
- 發炎性腸病
- 症狀發生前有過腸道或泌尿道感染
- HLA-B27陽性
- 影像可見薦髂關節炎

第二群SpA特徵如下，須成立至少兩項：
- 關節炎
- 著骨點炎
- 指趾炎（英语：dactylitis）
- 發炎性背痛的病史
- SpA的家族病史

## 治療

### 藥物治療
治療因其分類及亞型會有所不同，但不論是axSpA或pSpA，非甾体抗炎药（NSAIDs）都是控制關節炎的第一線用藥。傳統疾病調節抗風溼藥物（DMARDs）對於中軸型疾病表現不佳。但若病人有周邊SpA表現，則可以用於輔助治療，例如氨甲蝶呤（MTX）、柳氮磺胺吡啶（SSZ）、来氟米特（LEF）等等。
若病人症狀僅有axSpA表現，且NSAIDs控制不佳或不適合使用，則可以考慮使用TNF抑制劑。多項研究證實TNF抑制劑可以改善病人的臨床症狀，延緩疾病進展，以及降低發炎指數。目前市面上可用於治療SpA的TNF抑制劑包含賽妥珠單抗（certolizumab pegol）、依那西普（etanercept）、英夫利西單抗（infliximab）、阿達木單抗（adalimumab），和戈利木單抗（golimumab）。
除此之外，IL-17抑制劑、IL-23抑制劑，及JAK抑制劑等藥物也被證實可以用於SpA的治療。但若病人有發炎性腸病病史，則不建議使用IL-17抑制劑。

### 非藥物治療
此外，非藥物治療在SpA的治療中也佔有重要地位。運動對於SpA的治療相當重要，尤其是在專業人士輔助下的物理治療以及水上物理治療。另外吸菸已證明為axSpA的加重因素，若病人尚未戒菸，可推薦病人戒菸。

## 預後
强直性脊柱炎（AS）對患者生活影響深遠。最新統計顯示，患有強直性脊椎炎的人，尤其是年長且病程較長者，相較於一般人群，更容易面臨工作能力受限或無法參與勞動市場的情況。此外，強直性脊椎炎患者中，未婚或離婚的比例也較高。女性患者生育率低於預期。研究指出，強直性脊椎炎患者病假次數比一般人多出約50%，整體生產力損失約8%，且殘疾率是一般人群的三倍。其殘疾頻率與經濟負擔與類風濕性關節炎相當。更重要的是，越來越多證據顯示，心血管疾病使強直性脊椎炎患者面臨較高的早逝風險。
關於反應性關節炎的預後，早期研究曾認為病程較差，但近年研究顯示其整體預後較為樂觀。大多數患者在發病後六個月內症狀可獲得緩解或消失。
乾癬性關節炎的預後則比過去認知更為嚴重。最新研究發現，乾癬性關節炎患者的死亡率較高，這與紅血球沉降率（ESR）升高、藥物使用頻繁以及早期影像學損害有關。
至於青少年脊椎關節炎，目前研究較少，預後尚不明確。現有資料顯示，病程超過五年的兒童患者較容易出現功能障礙，五年後的緩解率僅約17%。病程十年後，約有60%的患者會出現中度至重度的功能限制。

## 流行病學
强直性脊柱炎與脊椎關節炎的盛行率因族群而異，HLA-B27越高的地方AS的比例也越高。關於脊椎關節炎作為一個疾病實體的發生率，目前僅有四項研究報告，介於日本的每十萬人0.48例至西班牙的每十萬人62.5例之間。關於脊椎關節炎的盛行率，目前有16項研究報告，結果顯示從日本的0.01%，到阿拉斯加州的2.5%不等。
具有歐洲血統的人口中，强直性脊柱炎的盛行率介於0.2%至0.7%。反应性关节炎的盛行率不明，可能根據與之相關的腸道（如志賀氏菌屬、沙門氏菌屬、弯曲菌属）或性傳染病（如披衣菌感染）流行程度而有變化。 在一般人群中，約有1–3%患有銀屑病。 關於乾癬性關節炎的盛行率資料較少，但其在病情較嚴重者中較常見；在白種人中的人口研究顯示其盛行率約為0.1%。 炎症性肠病每十萬名白人中約有400人受影響，男女比例為1:1。 亞洲與非洲裔族群則較少見。有關脊椎炎與周邊關節炎的風險報告亦有所不同，可能與觀察者的專業領域相關。有15%至20%的炎症性肠病患者會合併脊椎炎。 周邊關節炎在溃疡性结肠炎患者中較少見（最多10%），而在克隆氏症中可達20%，但若由風濕病學專科醫師評估則盛行率會更高。

## 歷史
1691年，伯納德·康納在他提交給漢斯大學的醫學論文中，報導他在墓地中的一具骷髏中，發現了不正常的骨骼增生，而該案例顯示明確的僵直性脊椎炎證據。1850年，解剖學家兼外科醫生班傑明·布羅迪爵士，並在《關節疾病的病理學和外科觀察》（Pathological and Surgical Observations on the Diseases of the Joints）第五版中首次描述了強直性脊椎炎的典型臨床表現，他也是第一個將虹膜炎（前房葡萄膜炎）描述為僵直性脊椎炎併發症的人。
1974年，Moll 和 Wright 首次提出「血清陰性脊椎關節炎」（seronegative spondyloarthritides），將僵直性脊椎炎、乾癬性關節炎、反應性關節炎、克隆氏症和潰瘍性結腸炎相關關節炎、惠普爾氏症，和白塞氏症候群等七種疾病納入此疾病光譜。雖然後兩種疾病目前已不被視作SpA的亞型，但此一理論奠定了SpA診斷的基礎。
第一個針對僵直性脊椎炎的診斷標準是1961年的羅馬診斷標準，1966年的紐約標準以此為依據稍作修改。范德林登（Sjef van der Linden）復於1984年提出修正版紐約標準（Modified New York criteria）。後續國際脊椎關節炎評估學會 (ASAS) 小組於 2009 年發布了新的 axSpA 分類標準，儘可能容納SpA的相關症狀，並加入了HLA-B27的基因檢測輔助診斷。

## 延伸閱讀
- van Tubergen, Astrid. . Nature Reviews Rheumatology. 2015, 11 (2): 110–118. ISSN 1759-4790. PMID 25385414. doi:10.1038/nrrheum.2014.181.
- Garg, Neha; van den Bosch, Filip; Deodhar, Atul. . Best Practice & Research Clinical Rheumatology. 2014, 28 (5): 663–672. PMID 25488776. doi:10.1016/j.berh.2014.10.007.

## 外部連結
- . Cleveland Clinic. 2024-05-14.
- . Arthritis Foundation. 2022-04-11.